# Jeff van Dyck
Jeff van Dyck (* 1969 in Vancouver, Kanada) ist ein kanadischer Komponist für Videospiele.

## Leben
Jeff van Dyck verbrachte bereits während seiner Kindheit viel Zeit im Studio seines Vaters Ralph van Dyck, der als Komponist und Tontechniker unter anderem für die Roland arbeitete. 1992 arbeitete er als Komponist und Sounddesigner unter anderem an Videospielreihen wie FIFA, NHL und Need for Speed. Fünf Jahre Später begann van Dyck die Zusammenarbeit mit The Creative Assembly, für die er die bekannte Total-War-Reihe vertonte.
2001 erhielt er die Auszeichnung der British Academy of Film and Television Arts, 2005 wurde er nominiert.

## Spielesoundtracks (Auszug)
- Rome: Total War und die Add-ons Barbarian Invasion und Alexander
- Medieval: Total War und das Add-on Viking Invasion
- Medieval 2: Total War und das Add-on Kingdoms
- Shogun: Total War und das Add-on Mongol Invasion
- Spartan: Total Warrior
- Der erste Kaiser: Aufstieg des Reichs der Mitte
- Tiger Woods PGA Tour 2004
- The Need for Speed und Need for Speed II
- FIFA Soccer
- NHL Hockey
- Sled Storm
- Total War: Shogun 2
- Hand of Fate